# Joaquim José Mendanha
Joaquim José Mendanha, ou Joaquim José de Mendanha (Ouro Preto, 1801 — Porto Alegre, 2 de setembro de 1885) foi um músico e professor brasileiro.
Atuou na antiga Capela da corte carioca, mas foi demitido na redução dos quadros de músicos depois da volta de D. João VI a Portugal. Mudou-se para o Rio Grande do Sul, ainda moço e na época da Revolução Farroupilha estava já no Rio Grande do Sul, atuando como regente da banda do II Batalhão de Fuzileiros, comandado pelo coronel Guilherme Lisboa, que foi capturada pelos farrapos numa batalha em Rio Pardo em 30 de abril de 1839, permanecendo refém até o ano seguinte.
Neste intervalo ele teria sido o autor do Hino Farroupilha, hoje o Hino Rio-Grandense, composto sob encomenda de Bento Gonçalves. Teria baseado a composição do hino, numa valsa de Strauss.
Chegando em Porto Alegre depois deste episódio, estabeleceu-se como músico profissional e tomando alunos, vindo a ser muito respeitado. Ênio de Freitas e Castro o considera a figura central da música da capital gaúcha em meados do século XIX.
Suas atividades envolviam reger bandas e orquestras, compor obras sacras para as igrejas e profanas para cerimônias cívicas, e dar aulas. Também regia os grupos musicais que animavam as festas da sociedade. Dirigia os coros da igreja das Dores e da Catedral, e regeu nas festas solenes que homenagearam o Conde de Caxias (quando ofereceu um Te Deum de sua autoria) e na inauguração do Theatro São Pedro. Fundou quatro sociedades musicais: Sociedade Musical Pôrto-alegrense, União Musical Brasileira, Musical Rio-grandense e Musical 7 de Setembro.
Era comendador da Imperial Ordem da Rosa, mas não gostava de ser chamado assim, devido a suas ideias liberais, preferia ser chamado de "maestro".